# Hans Hanebeck
Hans Hanebeck (* 18. August 1901 in Iserlohn; † 15. Juli 1990) war ein deutscher Jurist.
Hanebeck war von 1934 bis 1945 Land- und Amtsgerichtsrat am Oberlandesgericht Hamm. 1945 war er kurze Zeit Hilfsrichter am Amtsgericht Dortmund, kehrte aber noch im gleichen Jahr als Oberlandesgerichtsrat an das Oberlandesgericht Hamm zurück. 1952 wurde er zum Bundesrichter am Bundesgerichtshof ernannt. 1969 trat er in den Ruhestand.
1962 widmete ihm Walther Erbacher sein Mobile für Klavier op. 1, weil er in dessen Haus als Student in Kontakt mit Neuer Musik kam.

## Auszeichnungen
- 1969: Großes Verdienstkreuz der Bundesrepublik Deutschland